# Evaluación de impacto ambiental

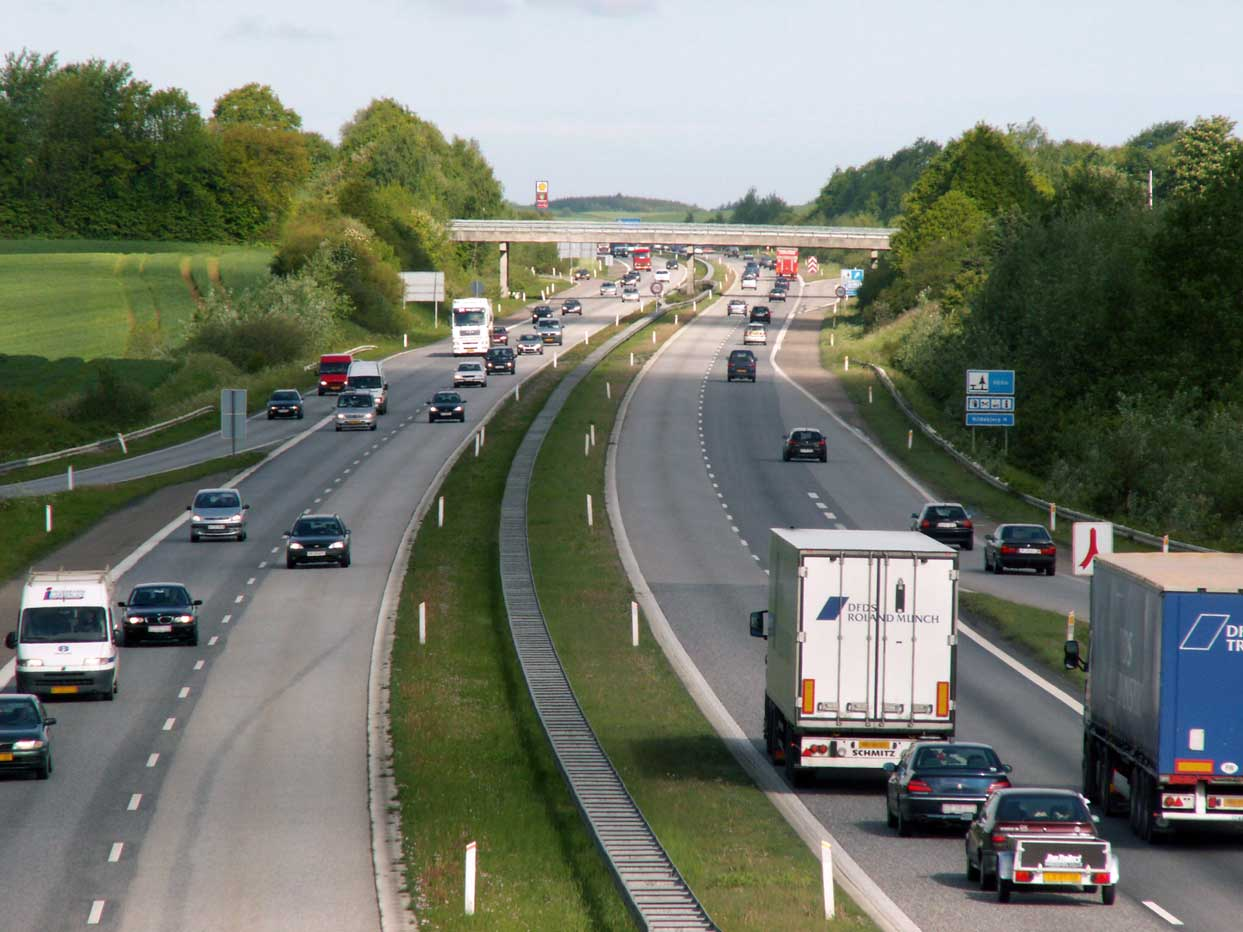
El proyecto y construcción de carreteras conlleva una evaluación de impacto ambiental.

La Evaluación de Impacto Ambiental (EIA) es un procedimiento técnico y administrativo destinado a identificar, prever y mitigar los efectos ambientales que podrían generarse a raíz de un proyecto, obra o actividad antes de su ejecución. Su objetivo es asegurar que los impactos negativos sobre el medio ambiente sean considerados antes de la toma de decisiones, promoviendo así un desarrollo sostenible. Este procedimiento incluye la identificación de alternativas viables, la valoración de los impactos ambientales en factores como el aire, el agua, el suelo, la flora y fauna, y la implementación de medidas preventivas y correctivas necesarias.
Este procedimiento se encuentra regulado por leyes ambientales específicas en cada país o región, que establecen los criterios y metodologías para su aplicación. Por lo general, el proceso inicia con la presentación del proyecto a las autoridades competentes, quienes supervisan la consulta previa con las partes interesadas y afectadas. Posteriormente, el promotor del proyecto elabora el estudio de impacto ambiental, que es revisado por las instancias gubernamentales y sometido a procesos de participación pública. Finalmente, se emite una resolución que puede culminar en la aprobación del proyecto mediante una Licencia Ambiental que autoriza la puesta en marcha del proyecto, en algunos países se la conoce como Declaración de Impacto Ambiental (DIA), y es emitida por parte del órgano ambiental pertinente.  
El concepto de EIA surgió en la legislación de Estados Unidos en 1969 con la promulgación de la Ley Nacional de Política Ambiental (NEPA, por sus siglas en inglés), y posteriormente fue adoptado por otros países y regiones, como la Unión Europea en 1985. Actualmente, es un requisito en muchas legislaciones, donde las consecuencias de una evaluación negativa pueden variar desde la modificación del proyecto hasta su cancelación.  
La EIA se aplica exclusivamente a proyectos específicos, evaluando factores como los materiales, tecnologías, procesos constructivos y operativos involucrados, con el fin de garantizar un desarrollo sostenible y la protección de los recursos naturales.

## Historia
En 1969 se da un paso adelante, en los Estados Unidos, con la aprobación del “National Environmental Policy Act” (N.E.P.A.). Esta normativa dispone la introducción del EIA, el refuerzo del “Environmental Protection Agency” (con un rol administrativo de control), y dispone la creación del “Council on Environmental Quality” (con un rol consultivo para la presidencia).
En 1979, se aprueba el “Regulations for implementing the Procedural Previsions of N.E.P.A.”, un reglamento que vuelve obligatorio el EIA para todos los proyectos públicos, o que estén financiados por fondos públicos. El estudio del impacto ambiental es ejecutado directamente por la autoridad competente en otorgar la respectiva licencia final, está prevista la emanación de dos actos separados: uno relativo a la evaluación de los impactos ambientales y el otro relativo a la autorización de ejecutar la obra.
En 1992 en Canadá surge la norma “Environmental Assessment Review Process”, una norma específica referida a la evaluación del impacto ambiental, siguiendo en líneas generales la normativa de los Estados Unidos. En el 1977 se introducen cambios en la normativa sin alterar su sustancia. La norma se aplica a proyectos públicos o a proyectos financiados con recursos públicos.
En 1976 en Francia se aprueba la ley n. 76-629 (del 10 de julio de 1976), relativa a la protección de la naturaleza. Esta ley introduce tres niveles diferentes de evaluación: Estudios ambientales; noticias de impactos; y, estudios de impactos. Se inician las bases para el estudio de impactos ambientales en el ámbito europeo. En efecto en 1985 la Comunidad Europea emana la Directiva 337/85/CEE referida a evaluación del impacto ambiental en determinados proyectos públicos y privados. La primera aplicación de esta nueva normativa se da en Holanda, en 1986, aprobando una norma ampliada, con particular énfasis en las evaluaciones a ser efectuadas en fase de diseño. El elemento central de la norma holandesa es el análisis comparativo de las alternativas y evaluación de sus respectivos impactos, con la finalidad de determinar la mejor solución en términos ambientales.
En 1979 se comienza a considerar los impactos ambientales de los grande embalses en Brasil, dirigidos principalmente a elaborar planes de mitigación, en la fase de llenado de los embalses.
En 1998 en Panamá se crea la Autoridad Nacional del Ambiente, según Ley 41 del 1 de julio de 1998, entidad que establece los principios y normas básicas para la protección, conservación y recuperación del ambiente, promoviendo el uso sostenible de los recursos naturales, además de ordenar la gestión ambiental e integrarla a los objetivos sociales y económicos, a efecto de lograr el desarrollo humano sostenible en el país.

## Instrumentos de la evaluación de impacto ambiental
El estudio de impacto ambiental es un instrumento importante para la evaluación del impacto ambiental de un proyecto. Es un estudio técnico, objetivo, de carácter pluri e interdisciplinario, que se realiza para predecir y gestionar los impactos ambientales que pueden derivarse de la ejecución de un proyecto, actividad o decisión política permitiendo la toma de decisiones sobre la viabilidad ambiental del mismo. Constituye el documento básico para el proceso de Evaluación del Impacto Ambiental.
La redacción y firma del estudio de impacto ambiental es tarea de un equipo multidisciplinario compuesto por especialistas en la interpretación del proyecto y en los factores ambientales más relevantes para ese proyecto concreto (por ejemplo atmósfera, agua, suelos, vegetación, fauna, recursos culturales, etc.) que normalmente se integran en una empresa de Consultoría Ambiental.
El estudio del impacto ambiental se hace en varias etapas, paralelo a las etapas de la intervención que se pretende evaluar.
Para estos efectos debe entenderse como intervención no solo una obra, como un puente o una carretera, sino que también, es una intervención que puede tener impacto en el ambiente, la creación de una normativa o una modificación de una normativa existente. Por ejemplo, el incremento del impuesto a la importación de materia prima para fabricación de plásticos puede inducir al uso de recipientes reciclables. 
Cada intervención propuesta es analizada en función de los posibles impactos ambientales. Asimismo se analizan, en función de la etapa en que se encuentra en el ciclo del proyecto, las posibles alternativas a la alternativa planteada. Siempre entre las alternativas analizadas se considera la alternativa de Proyecto cero.

### Estudio de impacto ambiental preliminar
Los estudios de impacto ambiental son desarrollados con información bibliográfica disponible que reemplaza al EIA en aquellos casos en que las actividades no involucran un uso intensivo ni extensivo del terreno, tales como la aerofotografía, aeromagnetometría, geología de superficie, o se trate de actividades de reconocido poco impacto a desarrollarse en ecosistemas no frágiles.  
Son estudios que el proponente elabora para contrastar la acción con los criterios de protección ambiental y que le ayuda a decidir los alcances del análisis ambiental con más detalle.

### Estudio de impacto ambiental parcial
Análisis que incluye aquellos proyectos (obras o actividades) cuya ejecución pueda tener impactos ambientales que afectarían muy parcialmente el ambiente y donde sus efectos negativos pueden ser eliminados o minimizados mediante la adopción de medidas conocidas y fácilmente aplicables.

### Estudio delínea de baseo diagnóstico socio-ambiental
Consiste en un diagnóstico situacional que se realiza para determinar las condiciones ambientales de un área geográfica antes de ejecutarse el proyecto, incluye todos los aspectos bióticos, abióticos y socioculturales del ecosistema. Se trata de realizar un inventario detallado del componente biótico y definición o caracterización del componente abiótico. En el procedimiento español esta etapa suele denominarse "Caracterización del Medio" o "Inventario del Medio"..

### Estudio de impacto ambiental detallado
Análisis que incluye aquellos proyectos (obras o actividades) cuya ejecución puede producir impactos ambientales negativos de significación cuantitativa o cualitativa, que ameriten un análisis más profundo para revisar los impactos y para proponer la estrategia de manejo ambiental correspondiente.
En el contexto latinoamericano, como parte importante de esta etapa de los estudios puede ser necesario desarrollar planes de reasentamiento de poblaciones, plan de mitigación de impactos, plan de capacitación y, plan de monitoreo. 
Son características de este estudio el análisis de proyecto, que resalta los aspectos ambientales del mismo, el análisis de alternativas que debe contemplar la situación sin proyecto, la identificación y valoración de impactos que suele realizarse mediante sendas matrices de impactos, la propuesta de las medidas preventivas, correctoras y compensatorias, un programa de vigilancia y seguimiento, y finalmente un plan de restauración para el término de la vida útil de la instalación proyectada. El informe resultante se acompaña de un documento de síntesis redactado de forma comprensible para el público y expuesto durante un tiempo a las alegaciones que deseen presentar particulares e instituciones.

### Evaluación Ambiental Estratégica
Análisis de los impactos ambientales sinérgicos o acumulativos de las políticas, planes y programas que permite poner condiciones adelantadas que deben ser incorporadas en las acciones específicas.

## Realización de la evaluación del impacto ambiental
La realización en sí de la evaluación ambiental es de responsabilidad del prestatario. El gobierno del proyecto hace los arreglos para la evaluación ambiental; a menudo se elige consultores o una institución para elaborar los análisis. Cuando sea necesario emplear expertos internacionales para proporcionar habilidades no disponibles en el país receptor del crédito, es conveniente alentar también la participación de consultores locales, a fin de aprovechar los conocimientos locales y fortalecer su capacidad para futuros trabajos de evaluación ambiental.
La evaluación ambiental es más efectiva cuando los resultados, aunque preliminares, sean divulgados desde el inicio del proceso de preparación. En ese momento, alternativas deseables desde un punto de vista ambiental (sitios, tecnologías, etc.) pueden ser consideradas en forma realista, y los planes de implementación y operación pueden ser diseñados para responder a los problemas ambientales críticos para un máximo de efectividad de costos. Más tarde se vuelve muy costoso efectuar importantes cambios de diseño, seleccionar una propuesta alternativa, o decidir no continuar con un proyecto. Aún más costosas son las demoras en la implementación de un proyecto debido a problemas ambientales no contemplados en su diseño. Consecuentemente, es esencial integrar la evaluación ambiental dentro del estudio de factibilidad y del diseño. 
El plan de implementación de la evaluación ambiental deberá posibilitar frecuentes reuniones de coordinación entre el equipo de evaluación ambiental y el del estudio de factibilidad, para intercambiar información sobre los problemas ambientales y las respuestas que estos requieren. Los borradores preliminares de las secciones más importantes de la evaluación ambiental y las ponencias sobre problemas específicos, también son útiles como medios de comunicación entre los equipos, especialmente al tomar decisiones claves a medida que avanza la preparación. La mayoría de las evaluaciones ambientales exitosas suelen recibir revisiones completas a la mitad del período.
El director de trabajo debe acordar con el prestatario cuáles borradores, de haberlos, desea ver la institución financiera, y cuándo. Como mínimo, sin embargo, el director de trabajo debe revisar una versión definitiva, con la ayuda de la División Ambiental Regional del financiador, a fin de determinar si se ha tratado los problemas que él considera importantes, y así obtener las aclaraciones necesarias y transmitir otros comentarios al prestatario, en el afán de disponer de información sobre todos los problemas ambientales críticos antes de la evaluación. Puesto que en la práctica algunas evaluaciones ambientales definitivas podrán estar listas solo poco tiempo antes de la evaluación, es muy deseable además hacer una revisión preliminar en una etapa apropiada interina (por ejemplo, al identificar todos los problemas ambientales significativos y describir las medidas de atenuación). Esto asegurará un alcance correcto en la evaluación ambiental; la comunicación entre los diseñadores y el equipo de evaluación ambiental; y que en realidad, se están realizando los cambios que requiere el proyecto para tratar los problemas ambientales. En general, se conoce la mayoría de las principales inquietudes durante los primeros meses; el resto del período de la evaluación ambiental se concentra en las medidas de atenuación.
Es recomendable que las evaluaciones ambientales interinas y sus respectivos estudios, sean divulgados entre los organismos interesados, comunidades afectadas, y ONG-s que participen en la preparación del proyecto. Alienta a sus países miembros a preparar las evaluaciones ambientales sobre esta base. Sin embargo, puesto que la evaluación ambiental es propiedad del prestatario, solamente puede ser divulgado, públicamente, el documento con el consentimiento del prestatario inicial.

## Evaluación de Impacto Ambiental en España

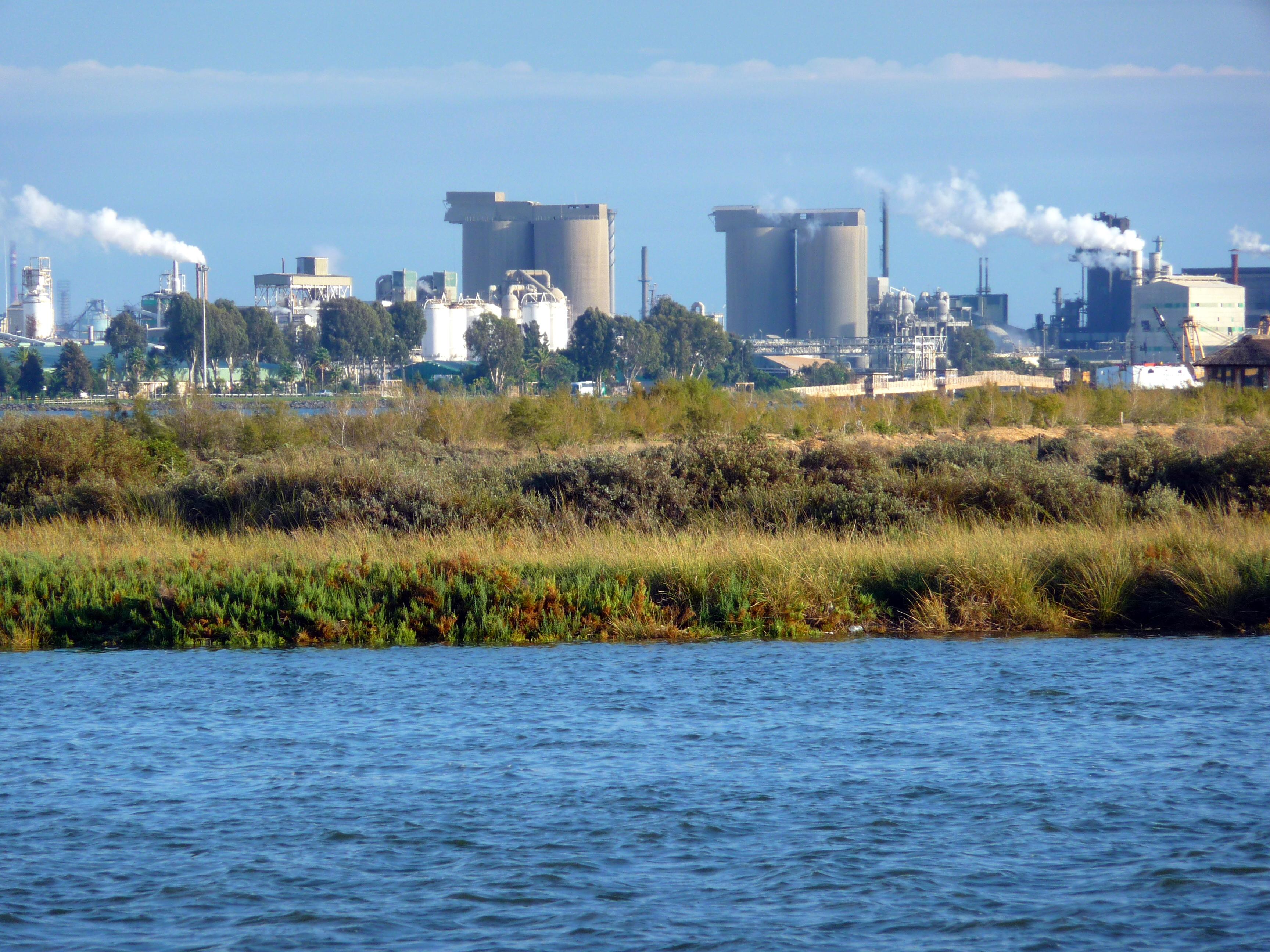
Imagen de las industrias químicas de Huelva. La normativa de impacto ambiental obliga a estudiar el impacto ambiental de la industria antes, durante y después de la explotación.

Las sucesivas directivas provenientes de la Unión Europea obligaron a España a trasponer en su normativa la legislación del impacto ambiental. En un principio existió cierta oposición a la evaluación de impacto ambiental por considerar que cumplir dicha normativa haría menos competitiva a las empresas, aunque a la larga se ha visto que es necesario tener en cuenta los factores ambientales en el estudio de proyectos. La transposición se ha realizado de la siguiente forma:
- Directiva europea 85/337/CEE que se traspasaría el 28 de junio de 1986 en Real Decreto Legislativo (RD Leg 1302/1986 de 28 de junio, de Evaluación de Impacto Ambiental) obligando a realizar evaluación de impacto ambiental a industrias extractivas a cielo abierto, explotaciones agrícolas y grandes presas, además de las obligadas por la Unión Europea: aeropuertos, carreteras, ferrocarriles, eliminación de residuos peligrosos o radiactivos, cementeras, acerías, centrales térmicas e industrias químicas (incluyendo refinerías de petróleo).
- Ley 6/2001 de 8 de mayo de Impacto Ambiental, obliga a la realización de evaluación en 112 tipos de proyectos, añadiendo 62 donde se obliga al estudio.
- Ley 2006 sobre Evaluación Ambiental de Planes y Programas. La ley impone que los planes y programas se evalúen desde el punto de vista ambiental. Esto se debe a que numerosos proyectos se realizaban en función de planes realizados por el Estado y estos planes no eran estudiados desde el punto de vista ambiental, por lo que los proyectos realizados en conjunto podían crear un importante impacto ambiental. Esta nueva ley obligó además a exponer al público el plan y recoger todas las alegaciones posibles que deben aparecer en la Memoria Ambiental y que junto con el Informe de Sostenibilidad Ambiental (ISA) conforman los documentos necesarios para decidir si aprobar un plan o no.
- Directiva 2011/92/UE del Parlamento Europeo y del Consejo, de 13 de diciembre de 2011, relativa a la evaluación de las repercusiones de determinados proyectos públicos y privados sobre el medio ambiente. Deroga la Directiva 85/337/CEE, la Directiva 97/11/CE, el artículo 3 de la Directiva 2003/35/CE y el artículo 31 de la Directiva 2009/31/CE.[3]
- La Ley 21/2013 de 9 de diciembre es la disposición principal para Evaluación de Impacto Ambiental.[4]
- Directiva 2014/52/UE del Parlamento Europeo y del Consejo, de 16 de abril de 2014 por la que se modifica la directiva 2011/92/UE relativa a la evaluación de las repercusiones de determinados proyectos públicos y privados sobre el medio ambiente Texto pertinente a efectos del EEE. , supone un refuerzo del actual enfoque de la evaluación de impacto ambiental, como instrumento preventivo, para clarificar el texto, incluir la Biodiversidad y el Cambio Climático, y garantizar que las autorizaciones de proyectos no estén sujetas a conflicto de intereses. Esta Directiva establece como plazo de incorporación al ordenamiento jurídico de los Estados miembros el 16 de mayo de 2017.
- Ley 9/2018, de 5 de diciembre, por la que se modifica la Ley 21/2013, de 9 de diciembre, de evaluación ambiental, la Ley 21/2015, de 20 de julio, por la que se modifica la Ley 43/2003, de 21 de noviembre, de Montes y la Ley 1/2005, de 9 de marzo, por la que se regula el régimen del comercio de derechos de emisión de gases de efecto invernadero; que modifica la Ley 21/2013 de evaluación ambiental LEA ; es una adaptación al actual contexto político, jurídico y técnico europeo de la Directiva de 2014 con algunas modificaciones que aclaran determinados conceptos de la Ley 21/2013, dotando de mayor seguridad jurídica a la regulación en materia de evaluación ambiental, mejor calidad técnica y revisa algunos conceptos. También se ha considerado necesaria en esta transposición lograr una mejor coordinación entre las prescripciones de la Ley 21/2013 y la Ley 42/2007, del Patrimonio Natural y de la Biodiversidad, y otras mejoras y actualizaciones.

## Evaluación de Impacto Ambiental en Bolivia
La evaluación de impacto ambiental en Bolivia, se rige en función a la Ley 1333/95 a sus reglamentos conexos. Y actualmente se fueron modificando debiendo ajustarse al D.S. 3459 y al D.S. 3856
Según el Reglamento de Prevención y Control Ambiental (RPCA) de 1995, la Evaluación de Impacto Ambiental comenzaba con la presentación de la Ficha Ambiental que era un documento de sistematización de  la información de un determinado proyecto en una etapa inicial de prefactibilidad.
El artículo 7 del RPCA definía a la Ficha Ambiental como el “Documento técnico que marca el inicio del proceso de Evaluación de Impacto Ambiental, el mismo que se constituye en instrumento para la determinación de la Categoría de EEIA (…) incluye información sobre el proyecto, obra o actividad, la identificación de impactos clave y la identificación de la posible solución para los impactos negativos”
La Ficha Ambiental debía incluir entre otros una descripción del proyecto, duración, alternativas y tecnología, inversión total, recursos naturales a ser aprovechados, generación de residuos, identificación de impactos “clave”, formulación de medidas de mitigación y prevención, y una matriz de identificación de impactos ambientales.
Este documento desde el año 2018 ha sido remplazado por el llenado de un “Formulario de Nivel de Categorización Ambiental” que contiene menos información y requerimientos que la original Ficha Ambiental, y que no se aplica a obras, actividades y proyectos comprendidos en la categoría 4 del listado del DS 3856 del 2019.

### Categorías
Categoría 1: Estudio de Evaluación de Impacto Ambiental Analítico Integral
Incluye el análisis detallado de todos los factores del sistema ambiental
a nivel físico, biológico, socioeconómico, cultural, y jurídico-institucional y contiene un Programa de Prevención y Mitigación y un Plan de Aplicación y Seguimiento Ambiental.
Ej. Explotación a cielo abierto de minerales, mega hidroeléctricas…

#### Categoría 2:Estudio de Evaluación de Impacto Ambiental Analítico Específico
Incluye el análisis de algunos factores del sistema ambiental, y contiene un Programa de Prevención y Mitigación y un Plan de Aplicación y Seguimiento Ambiental.
Ej. Extracción de salmueras de los salares, construcción de planta para reactor de investigación de energía nuclear.

#### Categoría 3
Solamente requieren presentar Programa de Previsión y Mitigación (PPM) y Plan de Aplicación y Seguimiento Ambiental (PASA).
Ej. Construcción de sistemas de agua potable y alcantarillado.

#### Categoría 4
No requiere de Estudios de Evaluación de Impacto Ambiental ni de Medidas de Mitigación y Plan de Aplicación y Seguimiento Ambiental.
Ej. Mayoría de actividades del sector agropecuario